# Batalha de Fontenoy
A Batalha de Fontenoy, que ocorreu em 11 de Maio de 1745, foi uma vitória francesa sobre o Anglo-Holandês-Hanoveriano "Exército Pragmático" na Guerra da Sucessão Austríaca. Ela foi lutada perto de Fontenoy na Áustria Holandesa, atualmente Bélgica.

## Manobras preliminares
As forças francesas, sob o comando de Marshal Maurice de Saxe dividiram as forças Aliadas ao avançar até a cidade de Mons. De Saxe então marchou com seu exército principal até Tournai, que era defendida por uma fortificação Holandesa com 7 mil homens, e atacou-a. Com a França cercando Tournai, os aliados foram compelidos a vir em seu socorro pois a cidade era um portão para Flanders. Um exército Anglo-Hanoveriano, holandês e Austríaco sob o comando do Duque de Cumberland avançou até Tournai. O exército aliado era conhecido como Exército Pragmático porque foi uma confederação de estados que suportou a Sanção Pragmática de 1713 que concordou em reconhecer Maria Teresa como a Imperatriz do Sacro Império Romano-Germânico.

## A batalha
O Marechal de Saxe posicionou os franceses numa pequena ascensão, em um posição fortificada que deveria compensar a qualidade inferior de sua infantaria em relação aos ingleses. O Rei da França, Louis XV, estava presente no campo. Nos dois lados de Fontenoy havia posições que eram defensivamente preparadas com redutos e fortificações de campo. A linha francesa tinha à direita a vila de Antoing e o Rio Escalda. À esquerda estavam as árvores do Bosque de Barry, onde os franceses esconderam atiradores. De Saxe escolheu e definiu a posição para canalizar o ataque aos Aliados numa área limpa entre Fontenoy e as árvores.
O Exército Pragmático comandado por Marshall Koningseck levou o contingente austríaco contra Antoing, Prince Waldeck tentou tomar de assalto Fontenoy com os holandeses e Cumberland, levando a principal força de ataque de ingleses e hanoverianos a avançar no túnel entre Fontenoy e as árvores com uma coluna de 15 mil homens e 20 canhões. Os dois assaltos de Waldeck a esquerda dos ingleses foram rechaçados e Ingoldsby no franco direito falhou em atacar e tomar o redoubt d’Eu, deixando este flanco dos ingleses exposto ao fogo inimigo.

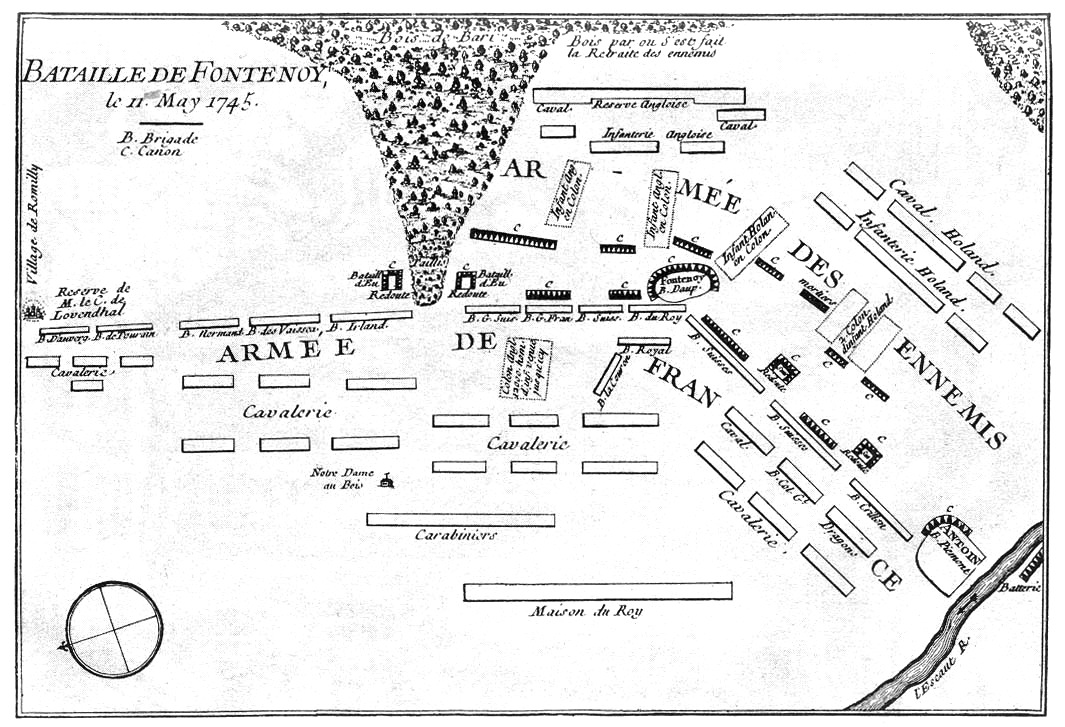

Contra todas as expectativas os ingleses avançaram e passaram por Fontenoy uma grande, longa coluna, conhecida como a Coluna Infernal com os ingleses a direita, liderados pelos regimentos infantaria da Guarda e os hanoverianos na esquerda. Estas duas linhas de infantaria ficaram comprimidas em três conforme eram afuniladas à frente. Muitos dos hanoverianos da coluna da esquerda formaram a terceira linha a medida que eles se afastavam de Fontenoy. Inicialmente, a disciplina superior da infantaria compensou os flancos da coluna exposta. Entretanto, De Saxe planejou esta possibilidade. Depois das linhas francesas e suíças serem empurradas pelo fogo pesado dos aliados, Marshal De Saxe ordenou vários contra-ataques pelas cavalarias e infantarias. Isto culminou em furiosos ataques pela direita da Guarda inglesa pelos Gansos selvagens da Brigada Irlandesa a Guarda Suíça na esquerda dos hanoverianos e a Guarda Francesa à frente da coluna e finalmente a cavalaria de Maison du Roi. A luta estava tão perto e mortal que alguns regimentos ingleses perderam metade de sua força, tal como o Royal Welsh Fusiliersque perdeu 322 soldados, mais de 200 mortos. O contra-ataque francês eventualmente que eventualmente parou e então repeliu a coluna inglesa, tomando o campo.

## Após a batalha
A vitória permitiu a França a completar com sucesso seu cerco a Tournai e capturar muitas outras cidades Flemish durante o resto de 1745. Estas incluem: Oudenaarde, Bruges, Ghent, Nieuwpoort, e Ostend, onde um batalhão de infantaria inglês de 4 mil homens e uma fortificação se renderam. Além disso, o triunfo de Saxe sobre os ingleses inspirou a Rebelião Jacobita, "O quarenta e cinco", sob o comando do jovem pretendente Carlos Eduardo Stuart. Carlos com um pequeno contingente de tropas retornou a Escócia e invadiu a Inglaterra. Ele tinha alguns motivos para acreditar no seu último sucesso como os 6 mil soldados ingleses que estavam longe no continente e haviam sido recentemente derrotados em Fontenoy. Retornou para a Escócia com uma impressionante vitória na Batalha de Prestonpans obrigando Cumberland a voltar com seu exército para a Inglaterra para lidar com a revolta. A ausência dos exército inglês no continente permitiu a Saxe conduzir uma campanha de inverno nas terras baixas em que mais cidades e fortalezas como Bruxelas, Antuérpia, Mons e Charleroi caíssem em mãos francesas.